# Saison 12 de Camping Paradis
 (avril 2020).
Si vous disposez d'ouvrages ou d'articles de référence ou si vous connaissez des sites web de qualité traitant du thème abordé ici, merci de compléter l'article en donnant les références utiles à sa vérifiabilité et en les liant à la section « Notes et références ».
Chronologie
Saison 11 Saison 13
Cet article présente les épisodes de la douzième saison de la série télévisée Camping Paradis.

## Distribution

### Acteurs principaux
- Laurent Ournac : Tom Delormes, le propriétaire du camping
- Patrick Guérineau : Xavier Proteau, le barman et le responsable des sports
- Thierry Heckendorn : André Durieux, le régisseur
- Candiie : Audrey Dukor, la responsable d'accueil et de la supérette

### Acteurs secondaires
- Patrick Paroux : Christian Parizot, le vacancier grincheux
- Juliette Chêne : Stéphanie, infirmière en ville et petite-amie de Tom (épisodes 2 et 3)

## Liste des épisodes

### Épisode 1:La fierté de mon père
- Belgique : 28 novembre 2020 sur RTL-TVI
- Suisse : 28 novembre 2020 sur RTS Un
- France : 5 juillet 2021 sur TF1

- France : 5,22 millions de téléspectateurs, soit 26,6 % (moyenne des deux parties)[2]

- Patrick Sébastien : Patrick Blanchard[3]
- Raphaële Volkoff : Emma
- Julien Crampon : Romain
- Sam Ourabah : Paul
- Laetitia Vercken : Manon
- Francois Nambot : Martin
- Anais Pessey : Rose
- Maximilien Fussen : Mik
- Sophie Staub : Margaux
- Léa Casanova : Cliente smoothie

### Épisode 2:Allumer le camping
- Suisse : 22 décembre 2020 sur RTS Un
- Belgique : 10 janvier 2021 sur RTL-TVI
- France : 12 juillet 2021 sur TF1

- Belgique : 449 283 téléspectateurs, soit 26,3 % (première diffusion)[4]
- France : 5,27 millions de téléspectateurs, soit 26,3 % (première diffusion)[5]

- Linda Hardy : Corinne
- Didier Gustin : Johnny Barth
- Patrick Puydebat : Patrice
- Valérie Bègue : Claire
- Juliette Chêne : Stéphanie
- Jean-Stan DuPac : Diego
- Max Geller : Jérôme
- Laetitia Fourcade : Mathilde
- Valentin Pinette : Marius
- Mona Claude : Daphné
- Jérémy Devaux-Nobili : Kévin

- Le titre de cet épisode est une référence à la chanson de Johnny Hallyday, Allumer le feu.

### Épisode 3:Les Bikers au camping
- Belgique : 31 janvier 2021 sur RTL-TVI
- France : 19 juillet 2021 sur TF1

- Belgique : 405 730 téléspectateurs, soit 23,8 % (première diffusion)[4]
- France : 4,87 millions de téléspectateurs, soit 26 % (première diffusion)[6]

- Amanda Lear : Marie-Hélène alias Héléna
- Coline Preher : Léa
- Marie Guillard : Catherine
- Shirley Bousquet : Alix
- Olivier Bénard : Marc
- Arnaud Binard : Renaud
- Roger Contebardo : Eric
- Juliette Chêne : Stéphanie

Marie-Hélène, alias Héléna, est une veuve qui sort avec un homme de vingt ans de moins qu'elle, ce qui déplaît à sa fille, Catherine. 
Tom est toujours en couple avec Stéphanie, mais Xavier découvre que la jeune femme mènerait une double vie. 

### Épisode 4:Les Bleus font du ski
- Belgique : 18 avril 2021 sur RTL-TVI
- Suisse : 27 novembre 2021 sur RTS Un
- France : 6 décembre 2021 sur TF1

- Belgique : 427 125 téléspectateurs, soit 27,3 % (première diffusion)[4]
- France : 4,52 millions de téléspectateurs, soit 19,9 % (première diffusion)[réf. souhaitée]

- Philippe Lavil : Michel, le père de Xavier
- Sohan Prague : Mathis
- Cannelle Helgey : Agnès
- Éric Franquelin : Alain
- Caroline Santini : Lucie
- Sacha Petronijevic : Paul
- Joséphine Helin : Lena
- Valentin Ferré : Sylvain Foubert
- Antonin Brunelle-Remy : Léo
- Pascal Lambert : Le père de Léo
- Valentin Brichet-Billet : Samuel
- Laëtitia Legrix : Julia
- Andrea Savery : Sophie
- Emmanuelle Fernandez : Britta
- Alexandre Richard : Lars
- Damien Pasquier : Niels
- Charles Lasry : L'employé costaud
- Véronique Frumy : La patronne au restaurant
- Lindsay Barralon : Sonia

- C'est le deuxième épisode dans lequel les membres du camping partent en vacances. Il y a aussi un extrait de Notre belle famille dans lequel ils sont en Auvergne, dans le tag de fin.
- Cet épisode est le premier dans lequel on voit le père de Xavier, et par conséquent un membre de sa famille, jusqu'ici, il avait évoqué sa mère et son frère. Sa mère l'aurait élevé seule mais son frère n'est pas mentionné ici.
- Cet épisode contient des sous-titres. Il ne se finit pas par la fiesta boum boum mais par la descente aux flambeaux.
- C'est le quatrième épisode dans lequel il y a un personnage handicapé.
- Dans "Trou de mémoire", Xavier disait que son père était chauve, ce qui n'est pas le cas ici.
- Cet épisode est également important car il dévoile l'enfance de Xavier et le fait que seule sa mère l'ait élevé.
- Cet épisode est le premier de la série à être transposé à la montagne et à ne comporter aucune scène au camping.
- Laurent Ournac réalise un épisode pour la quatrième fois de la série après "Mon beau-frère et moi", "Cette année là" et "Ma vie est belle", diffusé également cette saison. Il est le seul acteur principal à ce jour à avoir réalisé des épisodes de la série.
- Le titre de cet épisode fait référence au film Les Bronzés font du ski. Après "Les vacances du camping" et "Une star au camping" , c'est le troisième épisode dans lequel un chanteur participe.
- Cet épisode aurait dû faire partie de la saison précédente, mais a été interrompu à la suite du confinement. Son tournage a repris en janvier 2021.